# Соперничество футбольных клубов «Олимпиакос» и ПАОК
Дерби Греции — противостояние самых популярных футбольных клубов Греции — «Олимпиакос» Пирей и ПАОК Салоники.

## История
Пирейский «Олимпиакос» самый титулованый и популярный клуб греческого футбола. Всего «Олимпиакос» завоевал 75 титулов в Греции. ПАОК же, самый титулованный и популярный клуб в своём городе и регионе, то есть в Салониках и Македонии. Всего ПАОК завоевал 10 титулов в греческом футболе. Хоть между клубами, есть большая разница в титулах, всё равно их противостояние одно из главных в Греции.

## Результаты
| Турнир           | Игр | «Олимпиакос» Пирей | Ничья | ПАОК Салоники |
| ---------------- | --- | ------------------ | ----- | ------------- |
| Чемпионат Греции | 140 | 71                 | 23    | 46            |
| Кубок Греции     | 30  | 15                 | 6     | 9             |
| Всего            | 170 | 86                 | 29    | 55            |